# Arquímedes Puccio
Arquímedes Rafael Puccio (Barracas, Ciudad de Buenos Aires, 14 de septiembre de 1929-General Pico, La Pampa, 4 de mayo de 2013) fue un secuestrador y asesino en serie argentino, líder de una banda criminal que aterrorizó a la Argentina a principios de la década de los 80. Puccio fue también contador, abogado, empresario, miembro de la SIDE e integrante de la Alianza Anticomunista Argentina. También integró el Batallón de Inteligencia 601 y fue miembro del Movimiento Nacionalista Tacuara. Lideró y perpetró los secuestros y posteriores asesinatos de los empresarios Ricardo Manoukian, Eduardo Aulet y Emilio Naum. Puccio fue descubierto por la policía al momento de cobrar el rescate de la empresaria Nélida Bollini de Prado, gracias a la denuncia de los familiares de la víctima, quien logró sobrevivir.
Tenía cinco hijos, Alejandro, jugador de la Selección Argentina de Rugby, Silvia, Daniel («Maguila»), Guillermo y Adriana. Sus secuaces fueron el coronel retirado Rodolfo Victoriano Franco, Guillermo Fernández Laborda, Gustavo Contepomi, Roberto Díaz y sus hijos Daniel y Alejandro.

## Biografía
Nació el 14 de septiembre de 1929 en el barrio porteño de Barracas, y era el mayor de cuatro hermanos. Sus hermanos fueron: Salvador César, Rómulo Augusto y Beatriz Vita. Su padre era Juan Puccio, jefe de prensa del canciller Juan Atilio Bramuglia. Su madre era Isabel Ordano, una reconocida pintora.
Contrajo matrimonio en Buenos Aires el 5 de octubre de 1957 con la profesora de contabilidad y matemática Epifanía Ángeles Calvo, nacida en Buenos Aires el 5 de agosto de 1932 y con quien tuvo cinco hijos: Alejandro Rafael en 1958, Silvia Inés en 1960, Daniel Arquímedes en 1961, Guillermo Javier  en 1963 y Adriana Claudia, la menor, nacida el 20 de marzo de 1970. Epifanía era profesora en el Colegio María Auxiliadora. Al poco tiempo compró una casa en el partido de San Isidro, que sería la casa donde alojarían en el futuro a los secuestrados.
Puccio egresó del Colegio Comercial Hipólito Vieytes de Buenos Aires y se recibió de contador en la Facultad de Ciencias Económicas. Entre 1957 y 1964 fue Vicecónsul en el Ministerio de Relaciones Exteriores. El presidente Juan Domingo Perón le entregó un diploma porque era el diplomático más joven de la época. Realizó misiones de correo diplomático en Madrid. En 1973, concurrió a la Escuela Superior de Conducción Política que dependía del Movimiento Nacional Justicialista. Durante esa época, fue nombrado subsecretario de Deportes de la Municipalidad de Buenos Aires. Es en dicha Escuela en donde conoce a su futuro cómplice, Guillermo Luis Fernández Laborda, quien trabajaba como administrador en el Hospital Ramos Mejía.
Puccio con Laborda llegaron a ser miembros del Servicio de Inteligencia de la Fuerza Aérea.
El 20 de junio de 1973 Puccio, Laborda, Díaz y Franco se encontraron en Ezeiza el día del regreso definitivo de Perón a la Argentina.
Puccio fue parte del Batallón de Inteligencia 601, una unidad especial de inteligencia del Ejército Argentino, la cual fue célebre por tener una activa participación en el terrorismo de Estado y en la Operación Cóndor. Cabe destacar que durante la dictadura autodenominada Proceso de Reorganización Nacional que gobernó al país durante 1976 a 1983, existieron numerosos casos de secuestros extorsivos perpetrados por policías, militares y algunos civiles.

### El Clan
El clan estaba conformado en forma de una sociedad anónima que era la dueña de la casa. Parte del clan eran Arquímedes Puccio, Guillermo 
Fernández Laborda, el coronel Rodolfo Franco, los hijos de Puccio; Alejandro y Daniel, y como síndico, el contador Revuelta, que no fue detenido por falta de pruebas. Revuelta era también el contador de los Gotelli, uno de los cuales también había sido secuestrado.
El clan aparentaba ser una familia común. Ninguno de sus conocidos sospechaba de ellos.
Además de los cuatro secuestros conocidos, la policía en su momento sospechaba que el clan tuviera relación con otros secuestros acontecidos algunos años antes. Puccio había sido acusado de secuestrar a un empresario de Bonafide, Enrique Pels, en 1973. El clan tenía planeado secuestrar a unas diez personas, según una lista escrita en un papel que la policía encontró al allanar la casa de los Puccio cuando el clan fue desbaratado.
En 1982 Laborda y Puccio se reencuentran en la Aduana, en donde Laborda era comisionista, y Puccio le comenta su plan para realizar secuestros extorsivos.
La primera víctima se trató de Ricardo Manoukian de 23 años de edad, fue secuestrado el 22 de julio de 1982. Tenía un auto antisecuestro y estaba entrenado para evitar un secuestro después de que su tío hubiera sido secuestrado, sin embargo cayó en la trampa porque conocía a Alejandro.
Lo mantuvieron durante nueve días atado de pies y manos y encapuchado en la bañera del baño de la planta alta, el de Alejandro, con la cortina del baño cerrada. Su familia, dueña de los supermercados Tanti, pagó un rescate de 500 000 dólares, pero Manoukian fue asesinado el 30 de julio con tres disparos en la cabeza y su cuerpo arrojado al río cerca de Escobar. Su cadáver apareció mucho después en Benavídez. Manoukian era amigo de Alejandro Puccio, hijo de Arquímedes.
El 5 de mayo de 1983 el clan secuestró a Eduardo Aulet, un ingeniero industrial jugador de rugby en el Club Pueyrredón y recién casado con Rogelia Pozzi, quien fue capturado cuando se dirigía a su trabajo en su vehículo. El entregador fue Gustavo Contepomi, pareja de María Esther Aubone, madre de la esposa de Florencio Aulet, el padre de Eduardo.
La familia pagó 150 000 dólares de rescate, pero Aulet fue asesinado en General Rodríguez antes de cobrar el rescate y su cuerpo apareció recién cuatro años más tarde.
El clan decidió emprender su tercer secuestro, la víctima sería el empresario Emilio Naum, 38 años, dueño de las tiendas McTaylor. El 22 de junio de 1984, el plan era que Puccio, quien conocía bien a su víctima, lo parara mientras Naum se trasladaba en su auto para que lo acercase a unas pocas calles, y allí emprender el secuestro. Pero al momento de llevar a cabo el acto, Naum se resistió aun cuando tenía dos hombres que intentaban reducirlo, uno de los secuaces de Puccio lo ejecutó con un tiro de pistola, y el clan se dio a la fuga.

### Detención
El 23 de agosto de 1985 la policía allanó por sorpresa la casa de los Puccio, ya cuando el clan había efectuado su cuarto secuestro, la empresaria Nélida Bollini de Prado (1925-2011), de 58 años, ya llevaba un mes en cautiverio, la policía tenía sospechas sobre la familia, pero no sabían nada de los anteriores secuestros. Cuando llegaron las fuerzas del orden, Alejandro estaba con su novia en la casa. El clan con Arquímedes fueron detenidos cuando estaban por cobrar el rescate.
Las mujeres, la madre, las hijas y la novia de Alejandro negaron tener conocimiento de todo, pero a la jueza del caso, María Servini de Cubría, le llamó la atención que ninguna de ellas se sorprendiera o preguntara qué había pasado. Según la jueza la única a la que no se podía responsabilizar era a la hija menor, pero el resto no podía desconocerlo. Según los psicólogos que la atendieron, la niña sabía lo que ocurría pero no tenía edad para comprender los hechos.

## Condena y liberación
Puccio nunca reconoció sus crímenes y siempre sostuvo ser un patriota y un preso político.
En diciembre de 1985 Puccio fue condenado a reclusión perpetua más la accesoria por tiempo indeterminado. Durante su presidio se convirtió a la religión evangélica y realizó los cursos correspondientes para recibirse de abogado.
En abril de 2008, fue beneficiado con la libertad condicional gracias a la "ley del 2x1" por la cual la Justicia le computó 23 años y ocho meses de prisión. Arquímedes Puccio fue trasladado al Instituto Correccional Abierto de General Pico La Pampa, luego que se le revocara la prisión domiciliaria que cumplía en Buenos Aires, por haber violado las condiciones de la misma, estando allí, en General Pico obtuvo la libertad condicional, continuó así viviendo en esa ciudad, donde ejerció como abogado, luego de matricularse en esa provincia, fue a vivir a la casa de un pastor evangélico y finalmente, luego de haber convivido con una mujer mucho menor que él, se instaló en una pensión, donde finalmente murió. Nadie asistió a su entierro.

## Fallecimiento
Arquímedes Puccio falleció el 4 de mayo de 2013 en General Pico a los 83 años de edad por una complicación derivada de un accidente cerebrovascular luego de separarse de la pareja con la que vivía. Nadie reclamó su cuerpo y fue enterrado en una fosa común.

## En la cultura popular
El director de cine Pablo Trapero hizo una película titulada El Clan basada en los hechos delictivos de la familia Puccio. La película, protagonizada por Guillermo Francella y Peter Lanzani, se estrenó el 13 de agosto de 2015 en Argentina y ha sido la más taquillera del año en ese país. En la película hay una licencia dramática: el hijo Daniel "Maguila" no estaba presente en el principio del film pero en la realidad el hijo participó de todos los secuestros.
Además en septiembre de 2015 se estrenó la miniserie Historia de un clan por Telefe, que también retrata los delitos cometidos por la familia. La misma fue dirigida por Luis Ortega y protagonizada por Alejandro Awada y el Chino Darín. Existe una remake mexicana de esta titulada El secreto de la familia Greco, rodada en 2022.